# Diroquelins
Els diroquelins (Deirochelyinae) són una subfamília de tortugues de la família Emydidae. Es compon d'espècies natives de l'Amèrica del Nord i de l'Amèrica del Sud, algunes de les quals sovint es tenen com a mascotes. Com a resultat del comerç una de les espècies, la tortuga d'orelles vermelles, es pot trobar assilvestrada en moltes parts del món.

## Classificació
Inclou els següents gèneres:
- Gènere Chrysemys
- Gènere Deirochelys
- Gènere Graptemys
- Gènere Malaclemys
- Gènere Pseudemys
- Gènere Trachemys